# Pilar Casas Mur

Pilar Casa Mur, campanya festival 48h Open House Bcn 2019

Pilar Casas Mur és un personatge creat per la campanya de comunicació del festival d'arquitectura 48h Open House Barcelona de l'any 2019 de l’associació 48h Open House Barcelona per destacar tot el col·lectiu de dones professionals de l'arquitectura. En la búsqueda de la figura d’una dona arquitecta rellevant, la figura de l’arquitecte a l’imaginari col·lectiu segueix essent una figura masculina: on son les dones arquitectes?
La imatge gràfica de la campanya de comunicació es concreta en dos conceptes: d’una banda, es fa un homenatge a les dones de l'escola d’art, disseny i arquitectura de la Bauhaus (que l’any 2019 celebrava el centenari) on més de 460 dones van passar-hi per un clima no igualitari; d’altra banda, es fa un retrat de deu dones arquitectes que encapçalen cadascun dels destacats de programació del festival segons la seva trajectòria professional. Es col·labora amb les arquitectes següents: Blanca Noguera, especialista en espai públic i autora del parc de Can Zam amb l'Àrea Metropolitana de Barcelona per a representar la ciutat de Santa Coloma de Gramenet; Montserrat Hosta, especialista en planejament urbanístic i arquitecta de l'edifici de Cal Notari per a representar Vilassar de Dalt; Natalia Ojeda, com a representant de l'equip de restauració de Torre de la Creu en representació de Sant Joan Despí; Pepita Teixidor, exredactora de la revista Quaderns d’Arquitectura i autora del projecte d’oficines municipals El Viver en representació de Badalona; Meritxell Inaraja, especialista en rehabilitació del patrimoni i autora de l’obra de Can Colom en representació de L’Hospitalet de Llobregat; Imma Jansana, paisatgista, per a representar la secció Open Green del festival; Carme Pinós, arquitecta de la Plaça de la Gardunya, Escola Massana i dels habitatges que configuren el conjunt de la plaça per a representar la secció Open Infraestructures; Benedetta Tagliabue, autora de l'edifici Kalida Sant Pau per a representar la secció Open Social; Natali Canas, arquitecta representant de la secció Open Kitchen; i Maria Sisternas, arquitecta representant de la secció L’Arquitectura de l’aigua del festival.
Existeixen moltes maneres d'explicar les coses, maneres que semblen existir entre allò real i allò surrealista. Com quan alguns artistes es van camuflar darrere d'artistes inventats per ells mateixos. O quan una infermera francesa va descobrir a un pintor català que mai va existir, Antonio Huberti.
Fins i tot ara, l'any 2022, una pel·lícula nominada als Premis Goya es llança a explicar una història d'amor des del que no es veu ni es diu: My Mexican Bretzel.
Així que l’associació, en la desena edició del festival, reivindica i homenatja les dones arquitectes amb Pilar Casas Mur, qui concreta la mancança de referents femenins en l’àmbit professional de l’arquitectura. Perquè hi ha moltes Pilars Casas Mur: aquelles dones que, tot i mostrar interès per l’arquitectura, no van poder estudiar; aquelles que, havent estudiat, mai se’ls va reconèixer la feina; i aquelles que avui just se’ls comencen a valorar els mèrits professionals. Pilar Casas Mur sempre ha volgut que se li reconeguin els mèrits a través de la seva obra, però per primera vegada fa una acció política i ofereix la seva imatge per reivindicar la invisibilitat de la dona arquitecta al llarg dels anys.
Casas Mur s’explica a través de tres perfils, tres realitats, de dones arquitectes de diferents contextos temporals, socials i culturals. Es tracta de perfils que expliquen tres moments de la dona professional, diferents per l'època i les problemàtiques concretes que ha pogut viure.

## Perfils
Una Pilar Casas Mur (Figueres, 10 de novembre de 1994). El 2012 ingressà a l'Escola Tècnica Superior d’Arquitectura del Vallès, on es gradua l’any 2018. Durant l’any 2016 ha fet una beca Erasmus a Gant i, l’any 2017, ha fet pràctiques d’estudiant a Miralles Tagliabue EMBT, un prestigiós despatx de Barcelona dirigit per Benedetta Tagliabue. Aquesta arquitecta domina els programes informàtics d’aplicació en arquitectura (AutoCAD, Revit, Sketch-Up, Adobe...), té capacitat per gestionar i interpretar la informació de la xarxa i domina el català, el castellà, l'anglès i el francès. Aquesta Pilar, en acabar els seus estudis, es va especialitzar en temes de sostenibilitat social, econòmica i mediambiental, i és experta en l’Agenda 2030 per al Desenvolupament Sostenible
Existeix una altra Pilar Casas Mur (L’Hospitalet de Llobregat, 20 d’agost de 1966) Va estudiar arquitectura a l'Escola Tècnica Superior d'Arquitectura de Barcelona entre l’any 1983 i l’any 1988. Va iniciar la seva carrera professional treballant en diferents departaments de l'administració pública i, des de l’any 2001, dirigeix el seu estudi d'arquitectura juntament amb Lacol, una cooperativa de joves arquitectes. Desenvolupa projectes d’habitatge cooperatiu però, sobretot, s'ha especialitzat en la lectura i interpretació rigorosa de la normativa edificatòria de les ciutats catalanes.
La tercera Pilar Casas Mur (Barcelona, 30 de gener de 1895. Nascuda en una casa-fàbrica del Raval en el si d’una família benestant catalana, va ser després de Margarita Brender Rubira de les primeres dones arquitectes col·legiades del país. Va exercir la pràctica professional en col·laboració amb arquitectes de referència mundial, com Le Corbusier a París i Alvar Aalto a Helsinki. Amb aquest últim estudi, va treballar intensament en el disseny del Sanatorio Paimio, al sud-oest de Finlandia. La Guerra Civil va estroncar la seva carrera professional, que va abandonar per dedicar-se a la família. Un cop finalitzada la guerra, no va poder reincorporar-se al món laboral, i el seu nom i les seves col·laboracions no han quedat registrades enlloc. Va morir a París, un dia de tardor de 1963.

## Una exposició
Pilar Casas Mur va estar present a l'exposició itinerant “La teva experiència i la meva. La teva exposició i la meva” que va a celebrar els 10 anys del festival 48h Open House BCN. L'exposició va començar a l’Espai Mercè Sala, l’intercanviador de Diagonal de TMB. Va viatjar, entre altres llocs, pel Col·legi d’Arquitectes de Catalunya (COAC), la Biblioteca Fort Pienc i la CASA SEAT.

## Altres protagonistes
Silvia Contreras és l'arquitecta que es converteix en la imatge de Pilar Casas Mur. Antonio Navarro Wijkmark és el fotògraf d'aquesta campanya.